# Captodiame
Le captodiame (marque Covatine) est un antihistaminique de la famille des amines et des diphényméthanes dérivée de la diphénhydramine.
Ses propriétés anxiolytiques et spasmolytiques le font utiliser pour traiter les troubles psychosomatiques et les effets gênants de l'anxiété.
Une étude menée en 2004 suggère que le captodiame pourrait être utile à la prévention du syndrome de sevrage aux benzodiazépines chez les personnes cessant un traitement aux benzodiazépines.
Il peut cependant paradoxalement provoquer des insomnies et/ou une somnolence.